# The Tale of a Shirt (film 1916)
The Tale of a Shirt è un cortometraggio muto del 1916 diretto da W.P. Kellino.

## Trama
Un panettiere finge di essere un marchese per conquistare la figlia di un duca che in realtà è una lavandaia.

## Produzione
Il film fu prodotto dalla Homeland.

## Distribuzione
Distribuito dalla Globe, il film - un cortometraggio in tre bobine - uscì nelle sale cinematografiche britanniche nel maggio 1916.